# Бор (Каргопольский район)
Бор — деревня в Каргопольском районе Архангельской области России. Входит в состав муниципального образования «Ошевенское».

## История
В «Списке населенных мест Российской империи», изданном в 1879 году, населённый пункт упомянут как деревня Петрова (Бор) Каргопольского уезда (2-го стана), при колодцах, расположенная в 45 верстах от уездного города Каргополь. В деревне насчитывалось 38 дворов и проживало 266 человек (113 мужчин и 153 женщины). Функционировали православная часовня, мельница и кузница.

## География
Деревня находится в юго-западной части Архангельской области, в южной зоне средней тайги, к востоку от реки Чурьеги, на расстоянии примерно 36 километров (по прямой) к северо-северо-западу (NNW) от города Каргополь, административного центра района. Абсолютная высота — 127 метров над уровнем моря.

### Часовой пояс
Бор, как и вся Архангельская область, находится в часовой зоне МСК (московское время). Смещение применяемого времени относительно UTC составляет +3:00.

## Население
| 2002 | 2010 | 2012 |
| ---- | ---- | ---- |
| 0    | →0   | →0   |